# Machiques de Perijá (khu tự quản)
Machiques de Perijá là một khu tự quản thuộc bang Zulia, Venezuela. Thủ phủ của khu tự quản Machiques de Perijá đóng tại Machiques. Khự tự quản Machiques de Perijá có diện tích 9493 km2, dân số theo điều tra dân số ngày 21 tháng 10 năm 2001 là 93154 người.